# Momčilo Tapavica
Momčilo Tapavica (n. 14 octombrie 1872, Nadalj, Comuna Srbobran, Districtul Bačka de Sud, Serbia – d. 10 ianuarie 1949, Pula, RSF Iugoslavia) a fost un jucător de tenis maghiar, medaliat olimpic. A participat la o ediție a Jocurilor Olimpice (1896) în care a câștigat o medalie de bronz.

## Participări
Lista de mai jos prezintă principalele competiții la care a participat Momčilo Tapavica de-a lungul carierei.
- Antisfairisi stous Therinoùs Olympiakoùs Agones 1896 - Aplό andron[*]